# Péter Palotás
Péter Palotás (* 27. Juni 1929 in Budapest; † 17. Mai 1967 ebenda) war ein ungarischer Fußballspieler. Er absolvierte 24 Länderspiele für Ungarn und nahm mit der Nationalmannschaft seines Heimatlandes an der Fußball-Weltmeisterschaft 1954 in der Schweiz teil.

## Karriere
Péter Palotás begann seine Karriere 1950 beim Budapester Verein Textiles SE, dem heutigen MTK Budapest. Während seiner Zeit bei MTK wechselte der Verein viermal den Namen und hieß zwischenzeitlich auch noch Bástya SE und Vörös Lobogó SE, bevor er 1957 seinen heutigen Namen annahm. Mit MTK Budapest gewann der Stürmer in neun Jahren dreimal die ungarische Meisterschaft (1950/51, 1952/53 und 1957/58). Bei seinem Verein spielte Palotás zusammen mit einigen der großen ungarischen Fußballer jener Zeit, zum Beispiel Nándor Hidegkuti, Mihály Lantos und József Zakariás. Auch im Europapokal war das Team von Trainer Márton Bukovi sehr erfolgreich. So gelang MTK 1955 der Gewinn des Mitropapokals. Bei diesem Turnier gelang Péter Palotás als erstem Spieler ein Hatrick in einem Europapokalspiel, und zwar beim 6:3-Sieg gegen den RSC Anderlecht im Népstadion von Budapest. Im Zweitrundenspiel gegen Stade Reims schoss er weitere zwei Tore, sodass er am Ende des Turniers mit sechs Toren Torschützenkönig wurde.
In der ungarischen Fußballnationalmannschaft absolvierte Péter Palotás von 1950 bis 1959 insgesamt 24 Spiele. Zusammen mit Stars wie Ferenc Puskás, Sándor Kocsis und Zoltán Czibor gewann Palotás 1952 die Goldmedaille bei den Olympischen Spielen von Helsinki nach einem 2:0-Endspielsieg gegen Jugoslawien. Im Verlauf des Turniers schoss er drei Tore. Zwei Jahre später reisten die Magyaren als haushoher Favorit in die Schweiz zur Fußball-Weltmeisterschaft. Bei dieser WM absolvierte Palotás zwei Spiele für seine Mannschaft, in denen ihm zwei Tore gelangen. Beide erzielte er beim 9 : 0 in der Vorrunde gegen Südkorea. Seinen zweiten Einsatz erlebte Palotás im Halbfinalspiel gegen Uruguay, wo sich Ungarn mit einem 4 : 2 nach Verlängerung den Einzug ins Finale sicherte. Dort jedoch verlor die Mannschaft völlig überraschend gegen die Bundesrepublik Deutschland, die damit ihr Wunder von Bern feiern konnte. Zwei Jahre später beendete Péter Palotás seine Nationalmannschaftskarriere nach 24 Einsätzen, in denen ihm 18 Tore gelangen.
Im Jahr 1959 musste Péter Palotás seine Karriere unerwartet beenden, nachdem er während eines Spiels einen Herzinfarkt erlitten hatte und zusammengebrochen war, sodass er fortan keinen Leistungssport mehr treiben konnte. Acht Jahre später, am 17. Mai 1967, starb Palotás im Alter von nur 37 Jahren an Herzinsuffizienz.